# Karen Carpenter
Karen Carpenter (2. března 1950 New Haven – 4. února 1983 Downey) byla americká zpěvačka a bubenice.
Na střední škole začala hrát na bicí. Později začala hrát spolu se svým starším bratrem Richardem Carpenterem coby duo pod názvem Carpenters. Koncem sedmdesátých let nahrála sólové album, které však za jejího života nevyšlo. Stalo se tak až v roce 1996. V roce 1980 se provdala za realitního developera Thomase Jamese Burrise, avšak jejich manželství se po čtrnácti měsících rozpadlo (samotný rozvod dokončen nebyl). Dlouhodobě měla problémy s anorexií. Roku 1983 zkolabovala v domě svých rodičů a po převozu do nemocnice byla prohlášena za mrtvou.

Pohřbena byla v kalifornském městě Cypress.